# Correzzola
Correzzola är en ort och kommun i provinsen Padova i regionen Veneto i Italien. Kommunen hade 5 133 invånare (2018).